# NGC 2977
NGC 2977 је спирална галаксија у сазвежђу Змај која се налази на NGC листи објеката дубоког неба.
Деклинација објекта је + 74° 51' 38" а ректасцензија 9h 43m 46,5s. Привидна величина (магнитуда) објекта NGC 2977 износи 12,5 а фотографска магнитуда 13,3. NGC 2977 је још познат и под ознакама UGC 5175, MCG 13-7-35, CGCG 350-30, KARA 393, IRAS 09388+7505, PGC 27845.